# 安川七郎
安川 七郎（やすかわ しちろう、1917年11月21日 -  2008年4月11日）は、日本の官僚。東京国税局長、日本銀行政策委員会大蔵省代表委員、国税庁長官、日本債券信用銀行頭取を務めた。

## 来歴・人物
東京府出身。1945年に東京帝国大学経済学部経済学科を卒業し、同年10月に大蔵省に入省。金融局属。1946年2月から銀行局。1948年2月には高文行政科に合格。同年10月に和歌山税務署長。
銀行局総務課長補佐、銀行局銀行課長補佐などを経て、1958年12月に大臣官房財務参事官付課長補佐、1959年1月に大臣官房財務調査官（財務参事官室担当）、1961年6月に銀行局保険第二課長、1964年7月6日に証券局証券業務課長、1966年7月22日に証券局総務課長、1968年6月25日に大臣官房審議官（証券局担当）兼関東財務局東京証券取引所監理官、1969年8月15日に大臣官房審議官（証券局担当）、1970年6月25日に東京国税局長、1972年6月27日に日本銀行政策委員会大蔵省代表委員、1973年6月から1975年7月までに国税庁長官を務めた。1975年12月に日本債券信用銀行副頭取に就任し、1978年10月には頭取に就任。1982年11月に取締役相談役に就任し、1985年6月には名誉顧問に就任。
また、J2HR→JA1BHRのアマチュア無線家としても知られ、多数の無線機・真空管等をコレクションしていた。
1990年11月に勲一等瑞宝章を受章。
2008年4月11日肺炎のために死去。90歳没。